# Popke Oosterhof
Popke Oosterhof (ur. 3 sierpnia 1947 w Assen) – holenderski kolarz szosowy, brązowy medalista mistrzostw świata.

## Kariera
Największy sukces w karierze Popke Oosterhof osiągnął w 1970 roku, kiedy wspólnie z Fedorem den Hertogiem, Tino Tabakkiem i Adrim Duykerem zdobył brązowy medal w drużynowej jeździe na czas na mistrzostwach świata w Leicester. Był to jednak jedyny medal wywalczony przez niego na międzynarodowej imprezie tej rangi. Na rozgrywanych rok wcześniej mistrzostwach świata w Brnie był piąty w drużynie i czwarty w wyścigu ze startu wspólnego amatorów, przegrywając walkę o podium z Belgiem Gustaafem Van Roosbroeckiem. Ponadto w 1969 roku był drugi w klasyfikacji generalnej brytyjskiego Milk Race, a rok później wygrał holenderski Ronde van Drenthe i belgijski Grand Prix de Belgique. Nigdy nie wystąpił na igrzyskach olimpijskich.